# Liu Chenggan

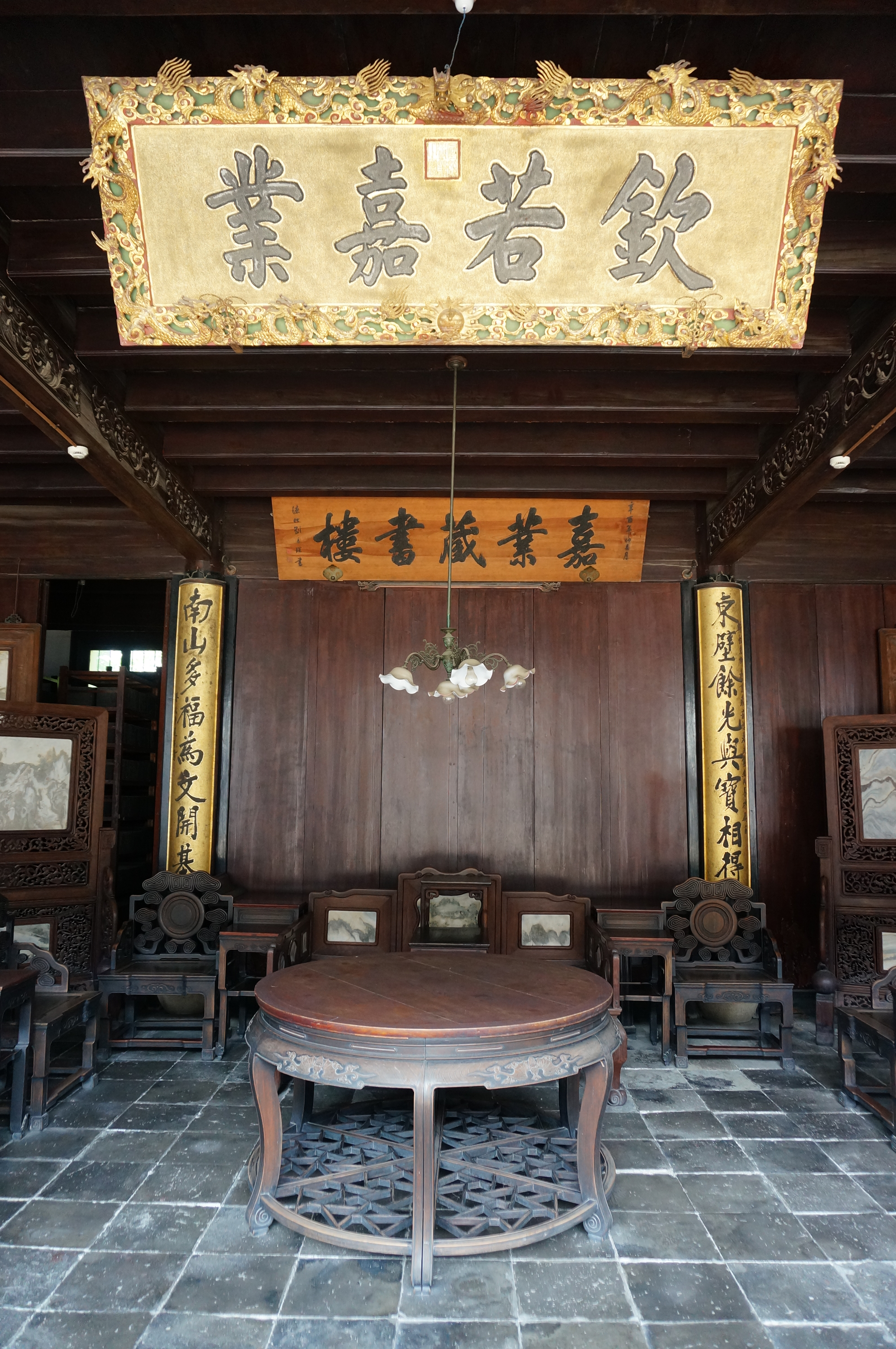
Inneres des Gebäudes der Jiayetang-Bibliothek in Huzhou

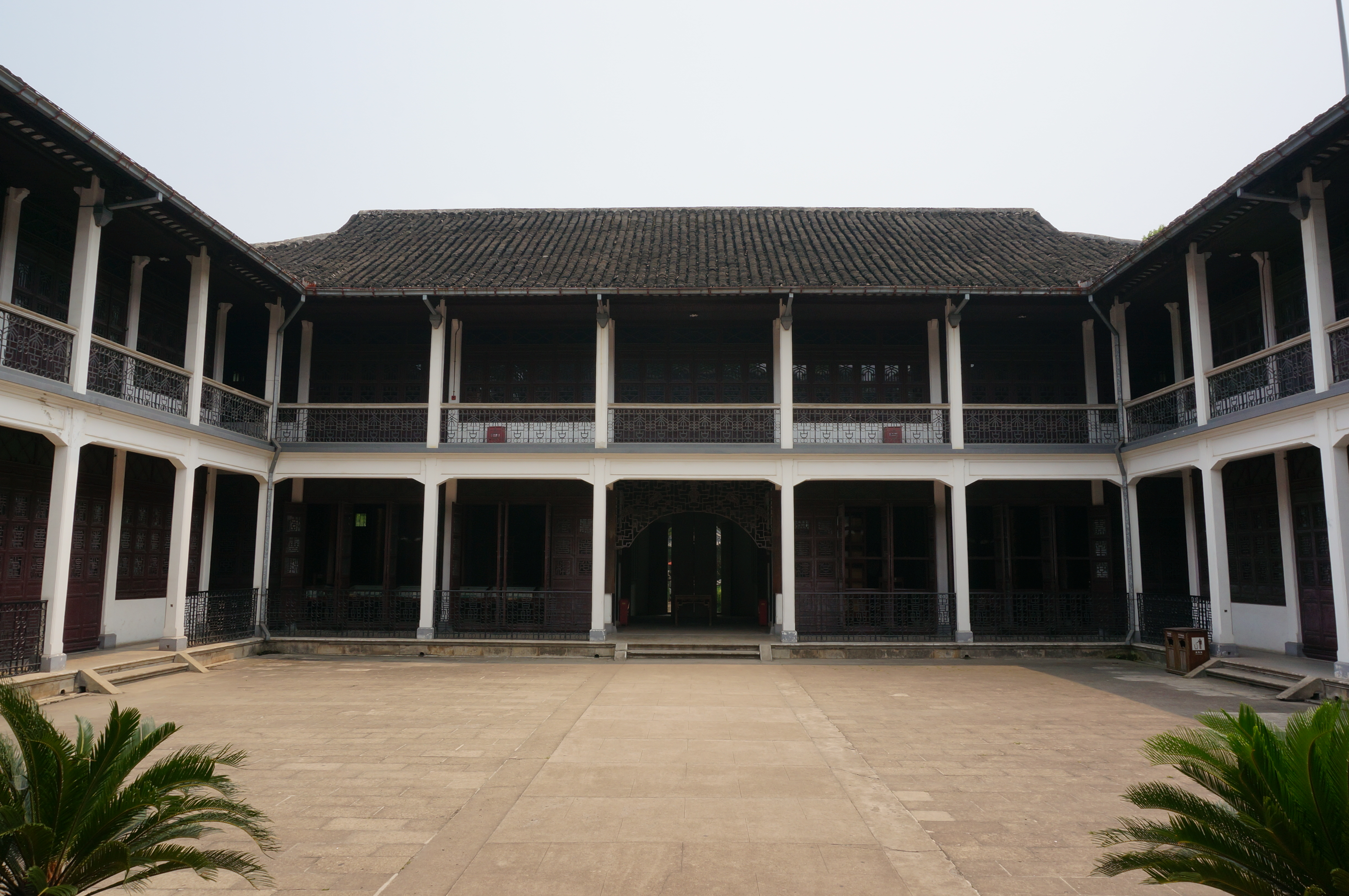
Innenhof des Anwesens der Jiayetang-Bibliothek

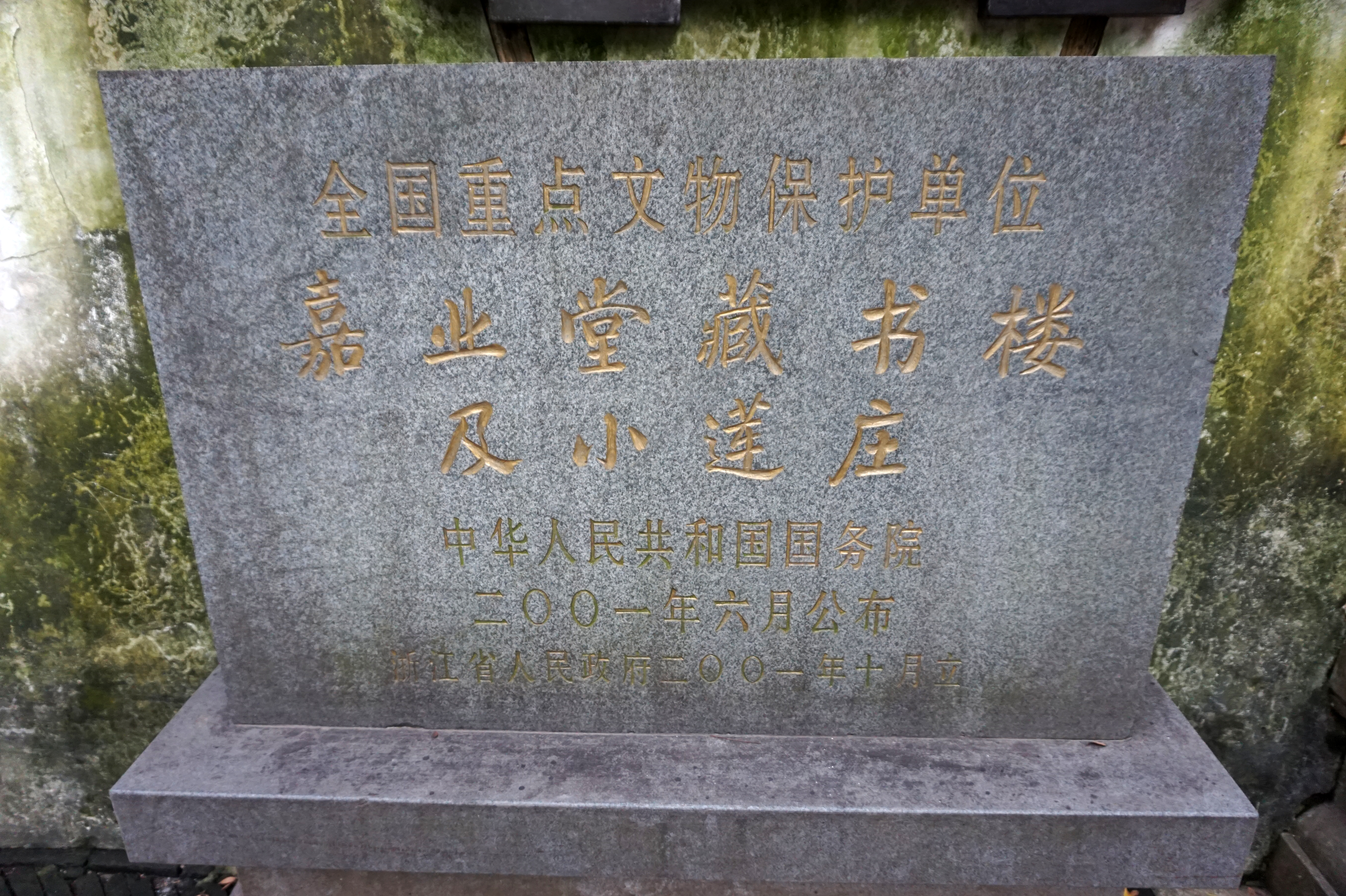
Nationale Denkmaltafel (2001): die Jiayetang-Bibliothek (Jiayetang cangshulou 嘉业堂藏书楼) zusammen mit dem Lesser Lotus Manor (小莲庄)

Liu Chenggan (chinesisch 刘承幹 / 刘承干; (* 1881; † 1963), der sich in seinen alten Jahren Jiaye laoren (嘉业老人)) nannte, war ein berühmter chinesischer Büchersammler und Publizist der Neuzeit. Er stammte aus dem Ort Nanxun im Kreis Wuxing (heute Stadt Huzhou) in der chinesischen Provinz Zhejiang.
Das Sammeln von Büchern bildete Liu Chenggans Lebensmittelpunkt. In Huzhou errichtete er 1924 seine berühmte Jiayetang-Bibliothek (Jiayetang cangshulou 嘉业堂藏书楼), worin er seine umfangreiche  Sammlung unterbrachte.
Die Bibliographie des Hanyu da zidian enthält verschiedene congshu-Ausgaben aus seinen beiden congshu: Jiayetang congshu 嘉业堂丛书 und Qiushuzhai congshu 求恕斋丛书.
Im Jahr 1951 nahm die Zhejiang-Bibliothek die Schenkung der Bibliothek und ihrer Büchersammlungen an.
Das Gebäude der Jiayetang-Bibliothek in Huzhou steht seit 2001 auf der Liste der Denkmäler der Volksrepublik China (5-312).